# Ljuben Spassov
Ne doit pas être confondu avec Vassil Spassov.
Ljuben ou Lûben Dimitrov Spassov ou Spasov, né le 23 mars 1943 à Sofia et mort le 5 juillet 2023, est un joueur d'échecs bulgare champion du monde senior en 2005.

## Biographie et carrière
Spassov finit deux fois troisième du championnat de Bulgarie (en 1965 et 1973).
Il obtint le titre de maître international en 1972 et celui de grand maître international en 1976. La même année, il est classé 92e joueur mondial au classement de la Fédération internationale avec un classement Elo de 2 490 points.
Il remporta les tournois de
- Lublin en 1971 ;
- Gausdal, Sofia et Pristina en 1975 ;
- Albena en 1975 et 1978 ;
- Kringsja, Oslo, Pernik et Virovitica en 1976 ;
- Stara Zagora et Hambourg en 1977 ;
- Oberwart en 1980.

Il finit deuxième ex æquo du tournoi mémorial Rubinstein 1980 en Pologne, derrière Oleg Romanichine.
Il remporte le championnat du monde d'échecs senior en 2005 avec 8,5 points en onze parties, devant Vlastimil Jansa, deuxième au départage. En 2006, il gagne la médaille de bronze du championnat du monde senior, derrière Viktor Kortchnoï et Vlastimil Jansa.

## Compétitions par équipe
Spassov participe aux championnats du monde par équipe de moins de 26 ans (les olympiades universitaires) de 1964 à 1969, remportant la médaille de bronze par équipe en 1969 et la médaille d'or individuelle au premier échiquier la même année avec 9,5 point sur 13 en 1969.
Spassov représente la Bulgarie lors de trois olympiades (en 1974, 1978 et 1980). L'équipe de Bulgarie finit quatrième de l'Olympiade d'échecs de 1974 à Nice en France.
Il participa à trois championnats d'Europe par équipe (en 1977, 1980 et 1983), remportant la médaille d'argent individuelle au sixième échiquier en 1977 et la médaille de bronze individuelle à l'échiquier de réserve en 1983.